# Hyla simplex
Hyla simplex es una especie de anfibio anuro de la familia Hylidae.

## Distribución geográfica
Esta especie se encuentra en:
- el centro y norte de Vietnam;
- el noreste de Laos;
- el centro y sur de China en las provincias de Guangdong, Guizhou, Guangxi, Hainan y Zhejiang.[5]

## Publicaciones originales
- Boettger, 1901: Aufzählung einer Liste von Reptilien und Batrachiern aus Annam. Berichte über die Senckenbergische naturforschende Gesellschaft in Frankfurt am Main, vol. 1901, n.º 2, p. 45-53.[6]
- Fei & Ye, 2000: A new subspecies of Hyla simplex Boettger from China (Amphibia: Hylidae). Cultum Herpetologica Sinica, vol. 8, p. 71-73